# کلر هولت
کلر رینون سرینتی هولت (به انگلیسی: ClaireRhiannonSerenityHolt)‏ (زاده ۱۱ ژوئن ۱۹۸۸) بازیگر استرالیایی است. عمده شهرتش بخاطر بازی در نقش «چَستی میر» در فیلم دختران بدجنس ۲ و «ربکا مایکلسون» در سریال‌های خاطرات خون‌آشام و اصیل‌ها است.

## اوایل زندگی
کلر رینون ریکی هولت متولد ۱۱ ژوئن ۱۹۸۸ در بریزبن کویینزلند استرالیا است. وی فرزند آن و جان هولت است. پدر او ناظر مصالح ساختمان در بیمهٔ استرالیا و مادرش مربی یوگا بود او بزرگ شدهٔ بریزبن و گلد کوست است، او فارغ‌التحصیل از مدرسهٔ استار هولم در توانگ استرالیا است و فارغ‌التحصیل رشته مدیریت بازرگانی است. او دو خواهر به نام‌های مادلین و ریچل دارد. ریچل از او کوچکتر و مادلین بزرگتر از کلر است همچنین وی دارای یک برادر بزرگتر از خودش به نام دیوید است.

## زندگی شخصی
وی در سال ۲۰۱۵ با کارگردان و بازیگر امریکایی-یونانی متیو کاپلان بعد از ۶ سال نامزد کرد و در ۲ آوریل ۲۰۱۶ با وی در بورلی هیلز آمریکا با وی ازدواج کرد. در سال ۲۰۱۷ متیو کاپلان به دادگاه و درخواست طلاق کرد و دلیلش را اختلافات غیرقابل توافق عنوان کرد چون متیو خواستار کناره‌گیری کلر از بازیگری بود ولی کلر راضی نبود و به گفتهٔ دوست صمیمی کلر فیبی تانکین مدام در خانه دعوا می‌کردند و کلر نیز مبتلا به بیماری افسردگی شده بود. کلر نیز بعد از این کار متیو خواستار تغیر نامش از کلر رینون کاپلان به هولت شد او به پاول وسلی گفته بود :(این کار متیو من را بسیار ناراحت کرد و مانند توهین به من و شغلم بود من در طی ۶ سال رابطه به او درمورد شغلم توضیح داده بودم و نمی‌خواستم کناره‌گیری کنم ولی موقعی که با درخواست بی رحمانه و ظالمانهٔ متیو روبه رو شدم فهمیدم که این جرقه ای است که او ایجاد کرده و دیگر نمی‌توانم تحمل کند حتی اگر از درخواست کناره‌گیری از بازیگری بگذرم) این دو به صورت توافقی در ۲۷ آوریل ۲۰۱۷ بعد از گذشت ۱ سال زندگی و ۶ سال رابطه از هم جدا شدند. در ۳ دسامبر سال ۲۰۱۷، هولت نامزدی خود را با مدیر عامل املاک و مستغلات اندرو جابلون اعلام کرد.
در ۴ مارس ۲۰۱۸ کلر با پستی در اینستاگرام اعلام کرد فرزند دخترش بعد از زاده شدن بر اثر ایست قلبی سقط شد، همچنین قرار بود نامش به افتخار مادرش آن لیلی پاتریشیا هولت جابلون (Ann Lily Patricia Holt Joblon)گذاشته شود. کلر و اندرو در ۱۸ اگوست ۲۰۱۸ باهم در نیویورک آمریکا ازدواج کردند، هولت برای اقدام به بارداری در مؤسسهٔ زنان ava women بستری و شروع به درمان کرد، در ۱۱ اکتبر همسر کلر، اندرو به صورت رسمی اعلام کرد همسرش باردار است و در ۱۹ نوامبر این دو اعلام کردند که منتظر پسرشان هستند حاصل این ازدواج پسری متولد ۲۸ مارس ۲۰۱۹ در سان فرانسیسکو کالیفرنیا آمریکا به اسم جیمزی دنیل جان نیکولاس هولت جابلون (Jamesy Daniel John Holt Joblon)شد. در ۱۶ آوریل ۲۰۲۰ کلر هولت اعلام کرد منتظر فرزند دومش است که در ۱۶ آوریل ۲۰۲۰ منتظر فرزند دخترشان است. وی فرزندش را در ۱۴ سپتامبر ۲۰۲۰ با نام ال هولت جابلون به دنیا آورد.

## تابعیت
کلر نیز موقع بدنیا آمدن تابعیت استرالیا را داشت زیرا متولد این کشور بود او برای اینکه بتواند به بازیگری بپردازد به آمریکا مهاجرت کرد ولی تابعیت آنجا را نگرفته. بعد از ازدواج و بدنیا آمدن فرزندش جیمزی در آمریکا او شهروند قانونی آمریکا را از دولت آمریکا گرفت و دو تابعیتی امریکایی- استرالیایی شد

### روابط دوستانه
کلر دوست صمیمی نینا دوبرو , پاول وسلی و فیبی تانکین است که روابط بسیار نزدیکی با آنها دارد مخصوصاً فیبی که همکاری‌های زیادی با او داشته. همچنین موقعی که فرزند اولش جیمزی بدنیا آمدن پاول، نینا و فیبی به عیادت و دیدن فرزندش در لس آنجلس رفتند

## حرفه
او به غیر از بازیگری به فعالیتهای ورزشی مثل: شنا، والیبال و واترپلو می‌پردازد و دارای کمربند سیاه در تکواندو است.

## فیلم‌شناسی

##### فیلم‌ها
| سال  | فیلم                | نقش            |
| ---- | ------------------- | -------------- |
| ۲۰۰۹ | پیامرسانان ۲: مترسک | لیندسای رولینز |
| ۲۰۱۲ | ابی همانند جاز      | پنی            |
| ۲۰۱۷ | ۴۷ متر پایین        | کیت            |
| ۲۰۱۹ | جشن طلاق            | سوزان          |
| ۲۰۱۹ | یک جدایی خشن        | سوزان          |
| ۲۰۱۹ | نقاشی زیبا          | ساشا           |

##### سریال‌ها
| سال       | فیلم                   | نقش              |
| --------- | ---------------------- | ---------------- |
| ۲۰۰۹–۲۰۰۸ | H2O: فقط آب اضافه کنید | اما گیلبرت       |
| ۲۰۱۱      | دختران بدجنس           | چسی میر          |
| ۲۰۱۱      | دروغ‌گوهای کوچک زیبا    | سامارای کوک      |
| ۲۰۱۱–۲۰۱۳ | خاطرات یک خون آشام     | ربکا مایکلسون    |
| ۲۰۱۵–۲۰۱۶ | آکواریوس               | افسر شارمین تالی |
| ۲۰۱۳–۲۰۱۸ | اصیل‌ها                 | ربکا مایکلسون    |